# Papilio cinyras
Papilio cinyras is een vlinder uit de familie van de pages (Papilionidae). De wetenschappelijke naam van de soort is voor het eerst geldig gepubliceerd in 1857 door Édouard Ménétries. Deze naam wordt wel beschouwd als een synoniem van Papilio thoas.